# Ministère de l'Industrie (république démocratique du Congo)
 (mai 2024).
Pour les articles homonymes, voir Ministère de l'Industrie.
Le ministère de l'Industrie de la république démocratique du Congo est le ministère responsable de la politique industrielle du pays.

## Missions
Le ministère de l'Industrie à plusieurs missions : 
- Industrialisation du pays et intégration industrielle ;
- Encadrement de l’installation et de l’implantation des établissements ;
- Promotion, encadrement technique et protection de l’industrie nationale ;
- Gestion de la propriété industrielle et la lutte contre la contrefaçon ;
- Élaboration et surveillance des normes pour les biens présents ou consommés sur le territoire national ;
- Gestion de la métrologie légale et de la normalisation ;
- Inspection technique des établissements industriels ;
- Mise en valeur de l'espace national et promotion d’un environnement favorable aux affaires, en collaboration avec le ministère ayant l'économie dans ses attributions ;
- Élaboration des normes tant pour les biens consommés localement que ceux destinés à l’exportation ;
- Promotion des nouvelles technologies appliquées à l’industrie, en collaboration avec le ministère ayant la recherche scientifique dans ses attributions ;
- Réalisation des études industrielles, sectorielles et production des statistiques industrielles ;
- Protection des marques, brevets et inventions tant nationales qu’étrangers ;
- Élaboration et mise en œuvre du schéma directeur d’industrialisation,  en collaboration avec les ministères concernés ;
- Promotion des zones industrielles, des zones économiques spéciales et  des corridors de développement industriel ;
- Coopération industrielle et du transfert de technologie des procédés industriels.

## Organisation
- Secrétariat général
- Direction des services généraux
- Direction des études et planification
- Direction de l'industrie
- Direction de la propriété industrielle
- Direction des archives, documentation et nouvelles technologies de l'information et des communications
- Direction de gestion des espaces industriels
- Direction de la normalisation et métrologie légale
- Direction de l'inspection
- Représentation COMESA/SADC
- Cellule de gestion des projets et marchés publics.